# Roweïta
La roweïta és un mineral de la classe dels borats. Va rebre el seu nom l'any 1937 per Harry Berman i Forest A. Gonyer en honor de Mr. George Rowe (1868-1947), capità de mines i col·leccionista de minerals de Franklin, Nova Jersey (Estats Units).

## Característiques
La roweïta és un borat de fórmula química Ca₂Mn₂2+B₄O₇(OH)₆. Cristal·litza en el sistema ortoròmbic. La seva duresa a l'escala de Mohs és 5. És l'anàleg amb manganès de la fedorovskita, amb la qual fa una sèrie de solució sòlida.
Segons la classificació de Nickel-Strunz, la roweïta pertany a «06.DA: Nesotetraborats» juntament amb els següents minerals: bòrax, tincalconita, hungchaoïta, fedorovskita, hidroclorborita, uralborita, borcarita, numanoïta i fontarnauïta.

## Formació i jaciments
Es troba en petits filons hidrotermals que travessen minerals de zinc, manganès i ferro precambrià metamorfosejat, on es troba associada a wil·lemita. Va ser descoberta l'any 1937 a la mina Franklin, Franklin, al comtat de Sussex (Nova Jersey, Estats Units). També ha estat descrita al dipòsit de bor de Solongo (Buriàtia, Rússia) i a la mina Fuka (illa de Honshu, Japó).